# Командование космических операций
Командование космических операций (англ. Space Operations Command) — оперативное объединение Космических сил США (до 20 декабря 2019 года — именовалась как 14-я воздушная армия (14th Air Force) Космического командования ВВС США). Управление армии дислоцируется на авиабазе Ванденберг, Калифорния. Предназначена для выполнения задач по контролю и использованию космического пространства в интересах военных операций.

## История
Сформирована 10 марта 1943 г. на базе авиационной оперативной группы в Китае (China Air Task Force). Штаб армии располагался в г. Куньмин, Китай. В ходе второй мировой войны принимала участие в боевых действиях против японских войск в Китае, Индокитае, Бирме. Согласно официальным данным ВВС США, самолёты армии уничтожили 2315 японских самолётов, 1125 локомотивов и 712 железнодорожных вагонов, разрушили 356 мостов.
После второй мировой войны управление армии было передислоцировано на авиабазу Орландо, Флорида и была подчинена Континентальному авиационному командованию (Continental Air Command). Здесь 14 воздушная армия выполняла задачи противовоздушной обороны юго-восточных штатов США (Флорида, Джорджия, Южная Каролина, Теннесси, Алабама, Миссисипи, Арканзас, Луизиана, Техас, Оклахома и Нью-Мексико, а также Пуэрто-Рико), Впоследствии на неё также были возложены задачи оснащения и боевой подготовки авиационных подразделений.
Во время Корейской войны 14-я воздушная армия участвовала в мобилизации подразделений национальной гвардии и резерва, а также индивидуальных резервистов. В это время управление армии дислоцировалось на авиабазе Робинс, Джорджия. После Корейской войны, резервные авиационные крылья 14-й воздушной армии участвовали в авиационных перевозках войск и грузов.
В 1960 г. 14-я воздушная армия была расформирована, но вновь сформирована в 1966 г. в составе командования ПВО (Air Defence Command). Управление армии дислоцировалось на авиабазе Гюнтер, Алабама. Армия обеспечивала противовоздушную оборону в южном секторе NORAD. Впоследствии на неё были возложены задачи по обучению и испытаниям в интересах командования Воздушно-космической обороны (Aerospace Defense Command).
В 1968 г. управление 14-я воздушной армии было передислоцировано на авиабазу Колорадо-Спрингс, Колорадо и переименовано в управление 14-й воздушно-космической армии (14th Aerospace Force). На неё были возложены задачи по обнаружению пусков иностранных ракет, слежения за ракетами и спутниками в космическом пространстве, обеспечение запуска космических аппаратов, ведение базы данных спутников и других искусственных космических объектов. Кроме того, она осуществляла оснащение, подготовку, управление и комплектование личным составом систем контроля космического пространства, космической обороны и предупреждения о ракетном нападении.
В 1976 г. управление 14-й воздушно-космической армии переименовано в управление 14-й воздушной армии резерва ВВС (14th Air Force (Reserve)) и передислоцировано на авиабазу Доббинс, Джорджия. На него были возложены задачи по управлению военно-транспортными авиационными подразделениями.
1 июля 1993 г. 14-я воздушная армия была переподчинена Космическому командованию ВВС США и на неё вновь возложены задачи по проведению космических операций. Новым местом дислокации управления 14-й воздушной армии стала авиабаза Ванденберг, Калифорния. В 1997 г. в составе 14-й воздушной армии сформирован центр космических операций, предназначенный для круглосуточного руководства космическими операциями ВВС. С 2002 г. является космическим компонентом Объединённого стратегического командования ВС США (United States Strategic Command). В 2005 г. введён в эксплуатацию обновлённый центр управления космических операций.
20 декабря 2019 года 14-я воздушная армия переформирована в Командование космических операций (Space Operations Command) и введена в состав Космических сил США созданных на базе Космического командования ВВС США.

## Задачи
Командование космических операций выполняет следующие задачи:
- управление космическими силами в целях поддержки глобальных и региональных операций
- контроль космического пространства с использованием различных систем, таких как радиолокационные станции с фазированной антенной решёткой и оптические системы наблюдения, проведение наступательных и оборонительных противокосмических операций.
- предупреждение о ракетном нападении с использованием спутников и радиолокационных станций;
- управление более чем 100 спутниками различного назначения (метеорологические, связи, навигационные, предупреждения о ракетном нападении) и эксплуатация глобальной сети центров и станций контроля спутников военного и гражданского назначения.
- запуск и выведение на орбиту космических аппаратов с Западного и Восточного ракетных полигонов, испытание космических, воздушных и ракетных систем.

## Численность
В 2008 г. численность 14-й воздушной армии составляла 7600 военнослужащих, 6600 гражданских служащих и 11200 вольнонаёмных гражданских специалистов.

## Организация
14-я воздушная армия, по состоянию на 2008 г., состояла из пяти крыльев и центра космических операций, включающих 155 подразделений, дислоцирующихся в 44 пунктах по всему миру.
Центр космических операций дислоцируется на авиабазе Ванденберг, Калифорния. Численность его составляет 155 военнослужащих и гражданских служащих. Он осуществляет круглосуточное управление всеми космическими силами.
21-е космическое крыло (21st Space Wing) (штаб —- авиабаза Петерсон, Колорадо) выполняет задачи предупреждения о ракетном нападении и контроля космического пространства с использованием наземных радиолокационные станций (система PAVE PAWS), обеспечивая информацией Североамериканское командование воздушно-космической обороны (NORAD)в Колорадо-Спрингс, Колорадо и объединённое стратегическое командование ВС США (USSTRATCOM) на авиабазе Оффутт, Небраска. Крыло осуществляет обнаружение и слежение за более чем 9000 искусственными объектами в космическом пространстве. Крыло включает 26 подразделений, дислоцирующихся в 21 пункте на территории США и за рубежом, в том числе на пункте управления NORAD в горе Шайенн, авиабазе Туле в Гренландии, базах Кавальер (Cavalier) в Северной Дакоте и Клир (Clear) на Аляске. Численность личного состава крыла — 6000 военнослужащих и гражданских служащих.
30-е космическое крыло (30th Space Wing) (штаб —- авиабаза Ванденберг, Калифорния) выполняет задачи по запуску и выводу на орбиту космических аппаратов военного, гражданского и коммерческого назначения на полярные орбиты с помощью ракет-носителей «Атлас» и «Титан». Кроме того, крыло обеспечивает испытательные и учебные пуски межконтинентальных баллистических ракет, осуществляет эксплуатацию оборудования Западного ракетного полигона.
45-е космическое крыло (45th Space Wing) (штаб — авиабаза Патрик, Флорида) выполняет задачи по запуску космических аппаратов с космодрома на мысе Канаверал и эксплуатации Восточного ракетного полигона. Кроме того, обеспечивает учебные пуски баллистических ракет с ПЛАРБ ВМС США. Общая численность личного состава с учётом вольнонаёмного персонала составляет 11000 чел. Подразделения крыла дислоцируются на авиабазе Патрик, мысе Канаверал, острове Антигуа в Карибском море и острове Вознесения в Атлантическом океане.
50-е космическое крыло (50th Space Wing) (авиабаза Шривер, Колорадо) выполняет задачи по управлению спутниками министерства обороны США и НАТО, осуществляет контроль за гражданскими и коммерческими спутниками США. С этой целью действует система управления спутниками AFSCN (Air Force Satellite Control Network), состоящая из центра управления спутниками на авиабазе Шривер и восьми станций контроля, расположенных в Кайена-Пойнт (Гавайи), на авиабазе Ванденберг (Калифорния), острове Диего-Гарсия в Индийском океане, авиабазе Туле (Гренландия), острове Гуам в Тихом океане, авиабазе Шривер (Колорадо), авиабазе Оукхэнджер (Великобритания) и авиабазе Нью-Бостон (Нью-Хэмпшир). Крыло осуществляет управление спутниками глобальной системы позиционирования NAVSTAR, военных систем спутниковой связи DSCS, NATO/Skynet, MILSTAR. Общая численность личного состава — 3200 чел.
460-е космическое крыло (460th Space Wing) (авиабаза Бакли, Колорадо) выполняет задачи предупреждения о ракетном нападении с использованием космических аппаратов. С этой целью эксплуатируются спутники с инфракрасными камерами серий DSP и SBIRS. Общая численность личного состава — 1700 чел.